# Zsombory-kúria
A  magyarzsombori Zsombory-kúria műemlék épület Romániában, Szilágy megyében. A romániai műemlékek jegyzékében az SJ-II-m-B-05147.01 sorszámon szerepel.